# 除染作業指揮者
除染作業指揮者（じょせんさぎょうしきしゃ）は、労働安全衛生法に基づき、除染等業務の作業指揮者安全衛生教育を修了した者。

## 概要
- 2012年（平成24年）1月1日の労働安全衛生規則（昭和47年労働省令第32号）改正施行に伴い制度発足。この資格を持っていないと、東北地方太平洋沖地震に伴う原子力発電所の事故により、当該原子力発電所から放出された放射性物質廃棄物の「土壌等の除染等」「除去土壌の収集等」「汚染廃棄物の収集等」の各業務の作業指揮者になることができない。

## 受講資格
- 満18歳以上。

## 安全衛生教育
告示された時間は5時間30分である。

### 講習科目
学科
1. 作業の方法の決定及び除染等業務従事者の配置に関すること（2時間30分）
2. 除染等業務従事者に対する指揮の方法に関すること （2時間）
3. 異常時における措置に関すること （1時間）